# Teluk Bano I
Teluk Bano I is een bestuurslaag in het regentschap Rokan Hilir van de provincie Riau, Indonesië. Teluk Bano I telt 3967 inwoners (volkstelling 2010).